# Cleome tucumanensis
Cleome tucumanensis är en paradisblomsterväxtart som beskrevs av Hugh Hellmut Iltis. Cleome tucumanensis ingår i släktet paradisblomstersläktet, och familjen paradisblomsterväxter. Inga underarter finns listade i Catalogue of Life.